# RK Partizan Belgrad
Der RK Partizan (serbisch-kyrillisch Рукометни клуб Партизан, Rukometni klub Partizan, deutsch Handballklub  Partizan, oft auch Partizan Belgrad) ist die Handballabteilung von Partizan Belgrad, einem 1945 gegründeten serbischen Sportverein aus der Hauptstadt Belgrad.

## Geschichte
Partizan Belgrad wurde 1948 gegründet und bis heute hat er 10 nationale Titel, 12 nationalen Pokal und 3 Superpokale gewonnen. Der Club spielte auch einige gute Saisons in Europa und erreichte zweimal das Halbfinale des Europapokal der Pokalsieger (1998/99 und 2001/02) und das Halbfinale des EHF Challenge Cup 2011. In den Spielzeiten 1999/00, 2003/04, 2011/12 und 2012/13 hat Partizan auch an der Champions League teilgenommen.

## Titel/Erfolge

### National
Meisterschaften – 10
- Meister von Serbien und Montenegro:
  - (6): 1993, 1994, 1995, 1999, 2002, 2003

- Serbischer Meister:
  - (4): 2009, 2011, 2012, 2025

Pokalsiege – 12
- Jugoslawischer Pokalsieger:
  - (3): 1959, 1966, 1971

- Pokalsieger von Serbien und Montenegro:
  - (4): 1993, 1994, 1998, 2001

- Serbischer Pokalsieger:
  - (5): 2007, 2008, 2012, 2013, 2024

- Serbischer Supercup:
  - (3): 2009, 2011, 2012

### International
- Halbfinale des Europapokal der Pokalsieger: 1999, 2002
- Halbfinale des EHF Challenge Cup: 2011